# Morawka (kraj morawsko-śląski)
Morawka (cz. Morávka) — wieś gminna w kraju morawsko-śląskim, w powiecie Frydek-Mistek w Czechach, w historycznych granicach Śląska Cieszyńskiego. Położona jest na wysokości 520 m n.p.m. w Beskidzie Morawsko-Śląskim na obszarze 8735 ha. Wieś zamieszkiwana jest przez podgrupę Górali śląskich.

## Ludność
W latach 1869–2001:
| Rok             | 1869 | 1880 | 1890 | 1900 | 1910 | 1921 | 1930 | 1950 | 1961 | 1970 | 1980 | 1991 | 2001 |
| --------------- | ---- | ---- | ---- | ---- | ---- | ---- | ---- | ---- | ---- | ---- | ---- | ---- | ---- |
| Liczba ludności | 4019 | 4558 | 4348 | 3839 | 3597 | 3470 | 3507 | 2611 | 2560 | 1764 | 1304 | 1007 | 1021 |

Według austriackiego spisu ludności z 1900 w 608 budynkach w Morawce na obszarze 8733 hektarów mieszkało 3839 osób, co dawało gęstość zaludnienia równą 44 os./km². z tego 3808 (99,2%) mieszkańców było katolikami, 21 (0,5%) ewangelikami a 10 (0,5%) wyznawcami judaizmu, 3809 (99,2%) było czesko-, 8 (0,2%) niemiecko- a 8 (0,2%) polskojęzycznymi. Do 1910 roku liczba budynków wzrosła do 610 a mieszkańców spadła do 3597, z czego 3591 było zameldowanych na stałe, 3569 (99,4%) było czesko-, 18 (0,5%) niemiecko- a 4 (0,1%) polskojęzycznymi. Podział według religii kształtował się następująco: 3562 (99%) katolików, 25 (0,7%) ewangelików, 4 (0,1%) kalwinistów i 6 (0,2%) wyznawców judaizmu.
Według czeskiego spisu z 2001 w Morawce w 305 z 520 budynków w gminie mieszkało 1021 osób, z czego 948 (92,9%) było czeskiej, 22 (2,2%) morawskiej, 19 (1,9%) słowackiej, 8 (0,8%) śląskiej i 6 (0,6%) polskiej. Osoby wierzące stanowiły 59,8% populacji (611 os.), z czego katolicy 93,5%, 571 osób.

## Historia
Po raz pierwszy wzmiankowana w 1641. Powstała po 1615 r. w górnym biegu Morawki podczas akcji kolonizacyjnej nowych właścicieli frydeckiego państwa stanowego. W 1762 wybudowano w Morawce drewniany kościół. W 1777 z wydzielenia części Morawki i Raszkowic powstała Prażmo, gdzie znajduje się kościół parafialny parafii św. Jana Nepomucena w Morawce.
W XVIII w. działały tu prymitywne huty żelaza (hamry). 
W okresie II wojny światowej na terenie gminy działała dobrze zorganizowana grupa partyzancka.
W 1967 r. oddano do użytku sztuczny zbiornik wodny Morávka na rzece Morawka.